# Puer aeternus (saggio)
Puer Aeternus è un saggio di psicologia archetipica pubblicato in Italia nell'aprile del 1999 presso Adelphi che riunisce il testo di due conferenze dello scrittore e psicoterapeuta James Hillman, Il tradimento (Londra, Guild of Pastoral Psychology, 1964) e Senex e Puer (Londra, Seminari di Eranos, 1967): portano lo stesso nome le due sezioni di cui è composto il saggio.

## Contenuti

### Il tradimento
Questa sezione riporta la conferenza di Londra del 1964 e definisce l'essere traditi dal padre come indispensabile per la maturazione dell'individuo. Se l'individuo non cade nella negazione, nel cinismo o nella vendetta il tradimento del padre gli permette di uscire dal luogo incontaminato del puer aeternus per accedere alla realtà della vita, diventando un individuo più completo e un futuro padre migliore. Per mostrare archetipicamente questo concetto Hillman riporta l'esempio del racconto biblico della genesi in cui, solo dopo essere stato tradito da Dio, Adamo può diventare uomo e accedere alla sua parte femminile (Eva).

### Senex e Puer
Questa sezione riporta la conferenza ai Seminari di Eranos del 1967 e mostra la tensione crescente tra senex (anziano) e puer (ragazzo), sempre più distanti tra loro, senza guida e senza equilibrio (anche a livello demografico). Secondo Hillman, nell'epoca in cui sono cadute le potenze e le guide presenti nel passato, la contraddizione tra senex e puer deve essere afferrata come una sfida per poter ristabilire un ordine, un potentato che regga il mondo. Di nuovo gli esempi riportati da Hillman come guida in questa sfida sono archetipici: il latte e la scimmia.